# Маховик
Маховикът е машинен елемент, служещ за намаляване неравномерността при въртене. Принципът му на действие се състои в съхраняване на необходимата кинетична енергия през работния процес, поради големия му инерционен момент. Например, при двигател с вътрешно горене това е енергията, необходима за въртене на коляновия вал при подготвителните тактове. Маховикът осигурява възможността на двигателя да преодолява кратковременни претоварвания (инерционен акумулатор).
Маховикът представлява масивен чугунен диск със значително удебеляване в периферията (венеца). При двигателите с вътрешно горене, върху периферията му е запресован зъбен венец за въртене на коляновия вал от пусков двигател (стартер, пусков мотор).

## История
Ефектът на маховика се е използвал още в древни времена, например във вятърните мелници.
По време на Индустриалната революция, Джеймс Уат използва маховик в парните машини, а неговият съвременник Джеймс Пикард използва маховик в съчетание с коляно-мотовилков механизъм за преобразуване на възвратно-постъпателното движение във въртеливо.